# Kim (nome coreano)

Percentagem de nomes de família na Coreia
Kim, Gim
Lee, Yi, Rhee
Park, Pak
Choi
Jung, Jeong, Chung, Cheong

Kim, às vezes soletrado Gim, é o nome de família mais comum da Coreia. Atualmente, o nome é comum tanto da Coreia do Norte, como na Coreia do Sul. O hanja usado para o nome (金) significa "ouro" e, embora o caractere seja geralmente pronunciado 금 geum, é pronunciado 김 gim quando usado para o nome da família e nomes de algumas cidades, por exemplo, Gimhae (김해, 金海) e Gimpo (김포, 金浦). O sobrenome é também utilizado na China (como Jin), no Camboja e Vietnã, embora seja menos comum neste último país.

## Personagens notáveis
- Kim Yongsun, integrante do girl group sul-coreano Mamamoo
- Kim Ji Soo, integrante do girl group sul-coreano BlackPink
- Kim Ji Woo, integrante do girl group Loona.
- Kim Hyun Jin, integrante do girl group Loona.
- Kim Ye Chan, integrante do girl group PinkFantasy.
- Kim Na Yeon, ex-integrante do girl group BerryGood.
- Kim Soo Bin, ex-integrante do girl group BerryGood.
- Kim So Mee, ex-integrante do girl group Yellow Bee.
- Kim Chae Yeon, integrante do girl group Busters.
- Kim Min Ji, integrante do girl group Busters.
- Kim Chung Ha, ex-integrante do girl group I.O.I e atual solista.
- Matthew Kim, integrante do grupo misto Kard.
- Kim Tae Yeon, integrante do girl group Girls' Generation.
- Kim Hyo Jung, lider do girl group Sistar.
- Kim Soo Hyun, ator sul-coreano.
- Kim Woo Bin, ator sul-coreano.
- Kim Yu Kwon, mais conhecido como U-Kwon, integrante do boy group Block B.
- Kim Tae Hyung mais conhecido como J.Seph, integrante do grupo misto K.A.R.D.
- Kim Jae Joong, eterno integrante do boy group DBSK e integrante do JYJ.
- Kim Yoo Jin, também conhecida como Uee, atriz sul-coreana e ex-integrante do girl group After School.
- Kim Min Seok, também conhecido como Xiumin, membro do boy group EXO.
- Kim Jongin, também conhecido como KAI, membro do boygroupEXO.
- Kim Jong Dae, também conhecido com Chen, membro do boy group EXO.
- Kim Jun Myeon, mais conhecido como Suho, membro do boy group EXO.
- Kim Dong Young, mais conhecido Doyoung, membro do boy group NCT.
- Kim Jung Woo, mais conhecido Jungwoo, membro do boy group NCT.
- Kim Jun Su, também conhecido como Xiah, eterno integrante do boy group DBSK e integrante do JYJ.
- Kim Nam Joon, mais conhecido como RM membro do boy group BTS.
- Kim Seok Jin mais conhecido como Jin, membro do boy group BTS.
- Kim Tae Hyung, mais conhecido como V, membro do boy group BTS.
- Kim Jin Woo, integrante do boygroup Winner.
- Kim Jin Hwan, também conhecido como Jay, membro do boy group iKon.
- Kim Ji Won, também conhecido como Bobby, membro do boy group iKon.
- Kim Han Bin, também conhecido como B.I, ex-integrante do boy group iKon.
- Kim Dong Hyuk, também conhecido como DK, membro do boy group iKon.
- Kim Yu Gyeom, integrante do boy group GOT7.
- Kim Won Pil, integrante do boy group Day6.
- Kim Min Gyu, integrante do boy group Seventeen.
- Kim Nam Joo, integrante do girl group APink.
- Kim Ji Yeon, também conhecida como Bona, integrante do girl group WJSN.
- Kim Hyun Jung, também conhecida como Seola, integrante do girl group WJSN.
- Kim Seol Hyun, integrante do girl group AOA.
- Kim Hyun Ah, ex-4Minute e cantora solo.
- Kim Ji Yeon, mais conhecida como Kei, integrante do girl group Lovelyz.
- Kim So-hyun, atriz sul coreana.
- Kim Ye-rim, integrante do girl group sul-coreano Red Velvet.
- Kim Hyo-yeon, integrante do girl group sul-coreano Girls' Generation.
- Kim Da Hyun, integrante do girl group sul-coreano TWICE.
- Kim Yoo Jung, atriz sul-coreana.
- Kim Il-sung, Fundador e primeiro líder da Coreia do Norte.
- Kim Jong-il, Filho, segundo líder e sucessor de Kim Il Sung.
- Kim Jong-un, Atual líder da Coreia do Norte, filho e sucessor de Kim Jong-il.
- Kim Jong Hyun, membro do boygroup SHINee.
- Kim Dae Jung, presidente da Coreia do Sul, de 1998 até 2003.
- Kim Ki Bum mais conhecido como Key, membro do boygroup SHINee.
- Kim Hyo Jong, mais conhecido como E'Dawn, ex-integrante do boygroup Pentagon e também ex-integrante do trio Triple H.
- Kim In Seong, integrante do boygroup SF9.
- Kim Young Bin, integrante do boygroup SF9.
- Kim Samuel ex integrante do boygroup Seventeen e atual solista.
- Kim Chae Won integrante do girl group April.
- Kim Sae Ron, atriz sul coreana.
- Jennie Kim, integrante do girl group BlackPink.
- Kim So Jung, integrante do girl group GFriend.
- Kim Ye Won, integrante do girl group GFriend.
- Kim Him Chan, integrante do boy group B.A.P.
- Kim Won Sik, integrante do boy group VIXX.
- Kim Jong Woon, integrante do boy group Super Junior
- Kim Hee Chul, integrante do boygroup Super Junior